# Poecilimon iucundus
Poecilimon iucundus är en insektsart som beskrevs av Ünal 2003. Poecilimon iucundus ingår i släktet Poecilimon och familjen vårtbitare. Inga underarter finns listade i Catalogue of Life.